# مشع (تبريد)

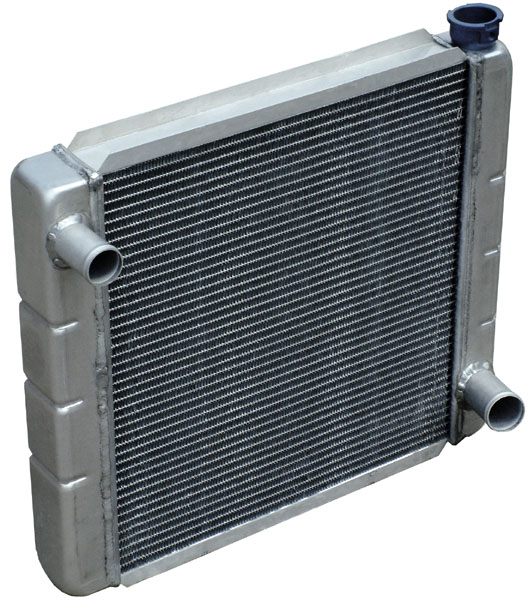
مشاع التبريد.

المشعاع (الجمع: مَشَاعِيْع) أو الألواح المشعة هي نظم تدفئة تستخدم الحرارة القادمة عبر أنابيب وضعت وراء سطح البيئة. وهي تسمية قد تكون مضللة رغم انتشارها، وذلك لأن أكثر الحرارة تُنقل - عبر هذا الجهاز - بالحمل الحراري ولا تُنقل أكثرها بالإشعاع الحراري.
الحرارة تأتي عن طريق الإشعاع وليس عن طريق الحمل الحراري، كما هو الحال مع السخانات (المشعاع) المستخدمة في التدفئة المنزلية. يستخدم المشع لتبريد الاجزاء الداخلية لمحرك الاحتراق الداخلي في المركبات والطائرات (التي تعتمد محرك الاحتراق الداخلي) والدرجات النارية والقطارات واي منظومة تعتمد على محرك الاحتراق الداخلي في عملها. مبدأ عمله يعتمد على تدوير سائل يسمى سائل التبريد، حيث يمر هذا السائل داخل الأجزاء الداخلية للمحرك حاملاً الحرارة عن طريق مبدأ التبادل الحراري ثم يعود للمشعاع الذي بدوره ينشر هذه الحرارة في الهواء الخارجي. سائل التبريد غالباً يكون ذو أساس مائي، وقد يستخدم (الزيت). لتدوير هذا السائل غالباً تستخدم مضخة تعمل على تدويره ما بين المحرك والمشعاع. كذلك تستخدم مروحة تعمل على تمرير الهواء من خلال المشعاع، لتبريد السائل.

## الاستخدام في المركبات
ان المركبات التي تستخدم محرك الاحتراق الداخلي المُبرد بسوائل، يتصل المشعاع بقنوات تنقل سائل التبريد لداخل المحرك عن طريق الضخ. قد يكون سائل التبريد مجرد الماء (في المناطق التي لا يتجمد فيها الماء) لكن في الغالب يستخدم خليط ما بين الماء ومضاد التجمد.
المشعاع ينقل الحرارة من السائل للهواء المحيط به، مشتتاً بذلك الحرارة بعيداً عن المحرك.بالإضافة لتبريد المحرك فأن المشعاع يبرد كذلك ناقل الحركة الآلي، جهاز التكييف، وفي بعض الأحيان، زيت المحرك. 
يوضع المشعاع في أكثر الأماكن تعرضاً للهواء (في مقدمة المركبة) حيث ان هذا الموضع يتعرض لدفق كبير من الهواء نتيجة لتحرك للأمام، خلف فتحة مغطاة بشبكة للحماية وذلك للمحركات التي تقع في منتصف أو في خلف المركبة، وفي حالة المحرك الأخير قد يتطلب هذا الموضع انابيب توصيل طويلة بين المشعاع والمحرك حينها قد يتم اللجواء لسحب الهواء من أعلى أو من الجوانب من خلال فتحات مخصصة لهذا الغرض وذلك في المركبات الطويلة مثل (الحافلات).

## بنية المشعاع
يتألف المشعاع من زوجين من الخزانات مرتبطة في ما بينها بممرات ضيقة تدعى اللب، الذي يشكل مساحة واسعة مقارنة بحجمه، يصنع اللب من رقائق معدنية تكبس لتصبح على شكل (اقنية), ثم تلحم مع بعضها، على مر السنين كان يصنع المشعاع من شَبُةُ نحاس أصفر أو النحاس ويلحم للخزانات التي كذلك تصنع من شَبُةُ نحاس أصفر أو النحاس. في عصرنا الحالي تصنع الخزانات من البلاستيك، وذلك لتقليل تكاليف التصنيع وكذلك تقليل الوزن، وكذلك اللب فأنه يصنع من الالمنيوم، هذه البنية الحديثة سهلة الصيانة، عن سابقتها.

## مضخة سائل التبريد
سابقاً كان يتم تدوير سائل التبريد داخل دائرة التبريد (بين المشعاع والمحرك) بواسطة مبدأ التحريك الحراري أو الإزاحة الحرارية ببطئ، وذلك عندما يسخن سائل التبريد داخل المحرك فأن كثافته تخف فيرتفع، في المقابل فأن سائل التبريد يبرد داخل المشعاع فتزيد كثافته فا ينزل، هنا يحدث التبادل بين السائل الحار القادم من المحرك من الأعلى والسائل البارد القادم من المشعاع من الأسفل وهكذا يتحركان في دائرة تستمر دائماً لكن ببطئ. هذا الأسلوب يناسب المحركات الثابت (غير المخصصة للمركبات).
ان هذا المبدأ في تحريك سائل التبريد يفضل فيه زيادة المسافة العمودية بين المشعاع والمحرك، ليتناسب مع حركة السائل الساخن الصاعد والسائل البارد النازل.
ان المركبات تستخدم في تحريك سائل التبريد داخل دائرة التبريد مضخة تدوير، تستمد حركتها من المحرك نفسه بستخدام منظومة مسننات أو في الغالب حزام ناقل يسمى حزام المروحة حيث انه إذا تعطل هذا الحزام فأن منظومة التبريد بالكامل تتعطل مسبباً ارتفاع حرارة المحرك.

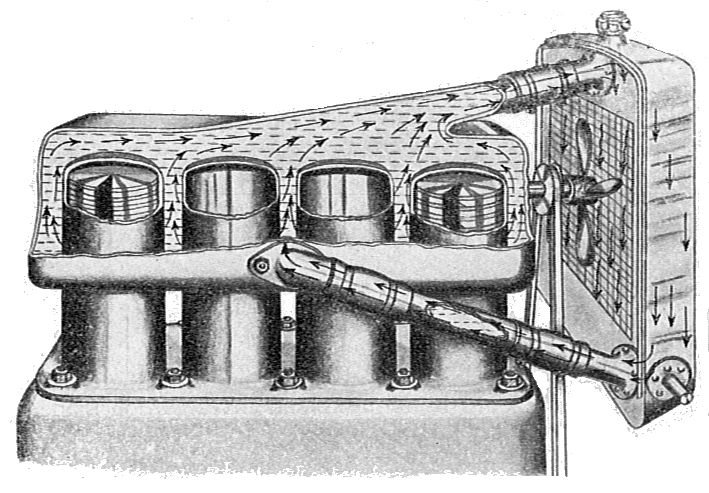
مشعاع لا يستخدم مضخة تدوير صنع عام 1937 م معتمداً على حركة السائل الذاتية بفعل الحرارة والبرودة.

## المدفئة
أو مدفئة المقصورة هي شكل من اشكال المشعاع ولكن بصورة مصغرة تعتمد في عملها على مجموعة من الصممات اوالمشتتات أو كليهما، حيث تعترض مرور السائل لتوجهه لمشعاع مصغر داخل مقصورة القيادة، هذا المشعاع المصغر ملحق به مراوح دفع، حيث يقوم على تدفئة مقصورة القيادة بجزء من حرارة المحرك، ومبدأ عمله هو تماما ً مثل مبدأ عمل مشعاع المحرك حيث يقوم لب المشعاع المصغر بتّبادل الحراري الذي يوفر الدفئ الملائم لمقصورة القيادة.

## منظم الحرارة

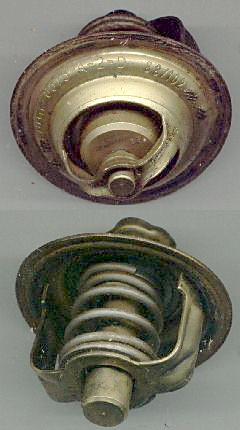
صمام منظم الحرارة.

ان التحكم بحرارة المحرك تتم من خلال صمام يدعى منظم الحرارة، محكم التثبيت باستخدام الشمع، يعترض دائرة التبريد، هذا الصمام يفتح عندما يصل المحرك للحرارة المثالية اللازمة للتشغيل الأمثل، عندما يبرد المحرك أكثر من اللازم فأن الصمام ينغلق. هناك ممر تجاوز ضيق يسمح لمنظم الحرارة بأختبار التغيرات الحرارية التي تطرء على جانبية عندما يبدأ المحرك بأكتساب الحرارة. يسمح منظم الحرارة لسائل التبريد بالخروج لمضخة التدوير، ثم يعود بعد ذلك للمحرك ثانية، متجاوزاً بذلك مرحلة المرور على المشعاع.
هذه الدائرة القصيرة التي تقتصر على الدوران من وإلى المحرك فقط، بدون المرور على المشعاع اللازم للتبريد، تسمح للمحرك بأكتساب الحرارة سريعاً وهي الحرارة المثلى لعمل المحرك.
عندما يصل المحرك للحرارة المثالية، عندها يُفتح منظم الحرارة سامحاً لسائل التبريد باللأنتقال إلى المشعاع، لكي لا ترتفع حرارة المحرك كثيراً.
عندما تكتسب الحرارة المثلى للمحرك، فأن صمام منظم الحرارة يستمر في عمله، بالتحكم بدفق سائل التبريد للمشعاع، محفظاً بذلك على الحرارة المثالية للمحرك,
تحت الظروف القاسية، مثل الصعود ببطئ على هضبة في جو حار، فأن صمام منظم الحرارة يكون في وضع مفتوح تقريباً بالكامل، لأن المحرك يعمل قريب من أقصى طاقته، في حين ان دفق الهواء المار من خلال المشعاع يكون ضعيفاً (يلعب دفق الهواء دوراً مهم في قدرة المشعاع لتشتيت الحرارة).
في الجهة المقابلة، فأن النزول من على منحدر في ليلة باردة تحت ضغط بسيط من المحرك، فأن صمام منظم الحرارة يكون تقريبأ في حالة انغلاق، لأن المحرك يعمل بطاقة بسيطة بينما المشعاع يشتت مزيداً من الحرارة أكثر من ما ينتجها المحرك، نتيجة للدفق العالي من الهواء، في هذه الحالة فأن تمرير المزيد من سائل التبريد للمشعاع يساهم بجعل المحرك يبرد اقل من الحرارة المثالية اللازمة للتشغيل. تأثير اخر يحدث كذلك، بأن مشعاع تدفئة المقصورة لن ينتج الحرارة المطلوبة لتدفئة المقصورة.
صمام منظم الحرارة بحركته الدائمة بين الأنفتاح والأنغلاق، تحت مختلف الظروف، وفي مختلف السرعات، يساهم بالمحافظة على حرارة المحرك المثالية المطلوبة للحصول على الأداء الأفضل من المحرك.

## تدفق الهواء
عوامل أخرى تؤثر على حرارة المحرك، تتضمن حجم المشعاع، ونوع مروحة التبريد، حجم المشعاع يتم اختياره بنائاً على حرارة المحرك المثالية المصممه للأداء الأفضل، تحت مختلف الظروف القاسية من الحرارة والبرودة، التي قد يتعرض لها المحرك(مثل الصعود على تل تحت عزم عالي للمحرك في يوم حار).
ان سرعة تدفق الهواء من خلال المشعاع تلعب دوراً هام بتشتيت أو اشعاع الحرارة، سرعة المركبة تحدد ذلك، مقابل الجهد اللازم من المحرك للوصول لهذه السرعة، في تنظيم ذاتي مبني على تغذية راجعة ذاتية. بالإضافة لذلك هناك مروحة تُقاد من المحرك نفسه، هي كذلك تُزامن سرعة دوران المحرك.
المروحة الملحقة بالمحرك غالباً تنظم دورانها من خلال قابض الحركة الخاص يدعى viscous-drive clutch, الذي يتزلق ويخفف سرعة دوران المروحة عند درجات الحرارة المتدنية. هذا الأجراء اقتصادي، بحيث انه لا داعي لتضييع الطاقة اللازمة لتحريك المروحة في الأجواء الباردة. 
في المركبات الحديثة هناك عوامل أخرى تنظم معدلات الحرارة مثل، السرعة المتغيرة، ومراوح مشعاع دوارة. هذه المراوح الكهربائية يتم التحكم بها من خلال كاشف مقياس حرارة عبارة عن مقلاد (مفتاح) أو من حاسوب المركبة. كذلك فأن المراوح الكهربائية تملك ميزات اضافية، مثل إعطاء تدفق هواء جيد وتبريد عندما يكون المحرك في أقل طاقة، أو في حركة بطيئة نسبياً، مثل ما يحدث أثناء زحمة السير,
قبل مرحلة تطوير قابض الحركة الخاص بالمروحة، والمراوح الكهربائية، كانت المحركات تزود بمروحة بسيطة توفر دفق هواء في كل الأوقات التي لها سلبيات كثيرة خصوصا ًبالمركبات التي تتطلب قدرات تبريد عالية وبالتالي مشعاع كبير ,,مثل المركبات التجارية والشاحنات، والتي غالباً ما تبرد أكثر من اللازم تحت جهد بسيط من المحرك في الاوقات الباردة. ولم يؤثر ظهور كاشف مقياس الحرارة بشيئ، حيث انه ما ان يكون في وضع الفتح في المشعاع الكبير ومع مروحة محرك بسيطة، فأنه يؤدي لأنخفاض حاد في درجة الحرارة. كان الحل في ذلك الوقت تزويد المشعاع بحجاب يتم تعديلة جزئياً أو كلياً لحجب دفق الهواء العالي. الحجاب يصنع في ابسط اشكالة من مواد بسيطة مثل (القماش والمطاط الذي يغطى به المشعاع), بعض المركبات كانت تحوي على حجاب يتم تعديله من مقصورة القيادة لأعطاء التحكم المطلوب.

## ضغط سائل التبريد
ان كافئة المحرك الحرارية تتناسب طردياً مع الحرارة الداخلية للمحرك، يُبقى سائل التبريد تحت ظروف ضغط أعلى من الضغط الجوي، لزيادة درجة غليانه. يوجد بالمشعاع صمام تخفيف الضغط pressure-relief valve موضوع داخل غطاء المشعاع، هذا الضغط المحدد للصمام يتفاوت بحسب طرازات المركبات، ولكن غالباً يقع بين 9 إلى 15 psi.